# Epipristis
Epipristis là một chi bướm đêm thuộc họ Geometridae.

## Các loài
- Epipristis accessa
- Epipristis antelucana
- Epipristis australis
- Epipristis minimaria (Guenée, [1858]) (=Hypochroma parvula Walker, 1860)
- Epipristis nelearia (Guenée, [1858])
- Epipristis oxycyma Meyrick, 1888 (=Epipristis australis Goldfinch, 1929)
- Epipristis oxyodonta Prout, 1934
- Epipristis parvula
- Epipristis pullusa H.X. Han & D.Y. Xue, 2009
- Epipristis roseus Expósito & H.X. Han, 2009
- Epipristis rufilunata (Warren, 1903)
- Epipristis rufinata Warren
- Epipristis storthophora Prout, 1937
- Epipristis transiens (Sterneck, 1927)
- Epipristis truncataria (Walker, 1861)
- Epipristis viridans